# Umrangso
Umrangso là một thị xã và là nơi đặt ủy ban khu vực thị xã (town area committee) của quận North Cachar Hills thuộc bang Assam, Ấn Độ.

## Nhân khẩu
Theo điều tra dân số năm 2001 của Ấn Độ, Umrangso có dân số 9024 người. Phái nam chiếm 55% tổng số dân và phái nữ chiếm 45%. Umrangso có tỷ lệ 74% biết đọc biết viết, cao hơn tỷ lệ trung bình toàn quốc là 59,5%: tỷ lệ cho phái nam là 79%, và tỷ lệ cho phái nữ là 69%. Tại Umrangso, 14% dân số nhỏ hơn 6 tuổi.